# Antoni Śmieszek
Antoni Józef Śmieszek (ur. 22 maja 1881 w Oświęcimiu, zm. 12 stycznia 1943 w Getyndze) – polski językoznawca i egiptolog.
Podczas I wojny światowej służył w armii austro-węgierskiej na froncie wschodnim. Jako jeniec rosyjski osadzony został w Tomsku, gdzie objął na tamtejszym uniwersytecie docenturę w katedrze językoznawstwa porównawczego.
W niepodległej Polsce początkowo był związany z katedrą językoznawstwa porównawczego Uniwersytetu Poznańskiego, a następnie objął w 1934 r. katedrę egiptologii na Uniwersytecie Warszawskim.
Na krótko przed wybuchem II wojny światowej wyjechał w celach naukowych do III Rzeszy. Oskarżany w Polsce o współpracę z władzami hitlerowskimi, popadł w depresję i ostatecznie popełnił samobójstwo.

## Najważniejsze prace
- Literatura starożytnego Egiptu (1929)
- Historia faraońskiego Egiptu (1931)
- O pochodzeniu alfabetu sinajskiego z egipskich hieroglifów (1933)
- Studia nad strukturą form nominatywnych języka koptyjskiego oraz próby rekonstrukcji ich odpowiedników egipskich (1934)
- Uwagi o sufiksie nominalnym w języku egipskim (1936)